# Les Chambres rouges
Les Chambres rouges  és una pel·lícula de thriller psicològic canadenc de 2023 escrita i dirigida per Pascal Plante. La pel·lícula és protagonitzada per Juliette Gariépy, Laurie Babin, Elisabeth Locas, Maxwell McCabe-Lokos, Natalie Tannous, Pierre Chagnon i Guy Thauvette. La producció de la pel·lícula es va anunciar per primera vegada el novembre de 2022. S'ha doblat i subtitulat al català.
Les Chambres rouges es va estrenar al 57è Festival Internacional de Cinema de Karlovy Vary el 4 de juliol de 2023, i es va estrenar al Canadà com a pel·lícula d'obertura del FanTasia de 2023. Es va estrenar als cinemes al Canadà l'11 d'agost de 2023, amb l'aclamació de la crítica.

## Argument
A Montreal, la model de moda Kelly-Anne assisteix al judici de Ludovic Chevalier, acusat de retransmetre el seu assassinat de tres adolescents en una "habitació vermella", una sala de xat a la web fosca on la gent paga per veure snuff movies. El cas s'ha convertit en un circ mediàtic i ha cridat l'atenció tant de la premsa com dels "fans" de Chevalier, alguns dels quals creuen que està sent emmarcat a causa del seu caràcter mans i bon comportament. Tot i que l'FBI ha lliurat dues pel·lícules snuff a les autoritats canadenques, l'ús per part de l'assassí d'un passamuntanyes posa en dubte la identitat de Chevalier, malgrat les proves condemnadores com ara que els cadàvers de les noies van ser trobats enterrats al pati del darrere de Chevalier.
Kelly-Anne es vincula amb una de les "fans" neuròtiques de Chevalier, Clementine, una dona més jove que va fer autostop a Mont-real per assistir al judici i que ha estat vivint en un refugi per a persones sense llar per manca de fons. Després que les dues dones s'apropen per la seva fascinació compartida pel cas, Kelly-Anne convida a Clementine a viure amb ella durant el judici. Mentre que Clementine defensa apassionadament Chevalier, Kelly-Anne es manté distant i taciturna durant les seves converses.
Kelly-Anne revela que la majoria dels seus ingressos provenen de les apostes en línia. A més, revela una competència en tecnologia informàtica, després d'haver programat la seva pròpia IA, que ha anomenada Guinevere. Sense que ho sàpiga Clementine, Kelly-Anne ha començat el ciberassetjament de Francine Beaulieu, la mare de Camille Beaulieu, la víctima més jove de Chevalier i l'única noia de la qual mai s'ha descobert el vídeo snuff.
El dia que s'estan protagonitzant dues de les pel·lícules snuff de Chevalier, tothom s'aixeca del tribunal excepte les famílies de les víctimes. Una Clementine molesta expressa la seva decepció perquè no podrà veure les pel·lícules, que creu que poden demostrar la innocència de Chevalier. Kelly-Anne revela que ja ha obtingut i vist les pel·lícules a través de la xarxa fosca i que contenen proves que Chevalier és l'assassí. Kelly-Anne i Clementine tornen a l'apartament de Kelly-Anne, on veuen els vídeos juntes. Kelly-Anne assenyala que l'assassí emmascarat té els distints ulls blaus de Chevalier i una manera de caminar inusual. Clementine comença a plorar davant la brutalitat dels vídeos i la revelació que Chevalier és culpable. Pertorbada, la Clementine decideix saltar-se la resta de la prova i compra un bitllet d'autobús cap a casa. Quan se'n va, la Clementine li pregunta a Kelly-Anne per què està tan fascinada amb el cas i Kelly-Anne no pot respondre.
El dia de l'aniversari de Chevalier, Kelly-Anne arriba als jutjats amb el mateix disseny de l'uniforme d'escola amb què van assassinar Camille, amb una perruca i lents de contacte de colors per assemblar-se encara més a la noia. Kelly-Anne és expulsada per la força de la sala del tribunal. Quan se'n va Chevalier, que normalment està estacionari, fa un gest de salut i fa contacte visual amb ella. Aquella nit, l'agència de models de Kelly-Anne l'acomiada, molts dels seus clients havien vist notícies de la seva acrobàcia.
Kelly-Anne entra en contacte amb un pirata informàtic a la web fosca que ha obtingut el vídeo snuff de Camille i que té previst subhastar-lo. Després de demostrar la seva identitat i la seva capacitat per pujar, Kelly-Anne és benvinguda a la subhasta. Tot i que l'oferta inicialment supera el que pot pagar, Kelly-Anne guanya una mà de pòquer d'última hora i utilitza el resultat per guanyar la pel·lícula snuff. Sospitosa de que les seves activitats han estat supervisades per Guinevere, Kelly-Anne destrueix la IA a la seva batedora i després mira el vídeo de Camille.
La mateixa nit, Kelly-Anne utilitza la informació obtinguda sobre la mare de Camille a la xarxa fosca per eludir els panys intel·ligents de casa seva i entrar. Després de posar-se per a unes selfies a l'habitació de la Camille mentre portava el seu uniforme d'escola, Kelly-Anne deixa una unitat flash que conté la pel·lícula snuff a l'habitació de la mare de Camille.
Temps després, una notícia revela que la mare de Camille va lliurar la unitat flash a la policia; La pel·lícula snuff de Camille conté imatges que demostren definitivament que Chevalier és l'assassí. També es revela que els registres de bitcoins que mostraven els beneficis de Chevalier per les pel·lícules snuff es van lliurar de manera anònima, implicant que Kelly-Anne va fer-ho. Es declara culpable i el seu judici arriba a la fi. De tornada a casa, Clementine concedeix una entrevista a un periodista en què es descriu com una "ex-grup" i lamenta haver donat suport a Chevalier, dient que ara només pot pensar en les seves víctimes.

## Repartiment
- Juliette Gariépy com Kelly-Anne
- Laurie Babin com a Clementine
- Elisabeth Locas com a Francine Beaulieu
- Natalie Tannous com a Mestra Yasmine Chedid
- Pierre Chagnon com el Mestre Richard Fortin
- Guy Thauvette com el jutge Marcel Godbout
- Maxwell McCabe-Lokos com a Ludovic Chevalier

## Producció
La fotografia principal va tenir lloc a Montreal l'any 2022 durant 23 dies.

## Crítiques
Al lloc web de l'agregador de ressenyes Rotten Tomatoes, el 96% de les 78 ressenyes dels crítics són positives, amb una valoració mitjana de 8,1/10. El consens del lloc web diu: "Ancorat per l'excel·lent retrat de Juliette Gariépy de l'obsessió autodestructiva, Les Chambres rouges és un viatge inquietant i oportú per un cau de conill especialment morbós". Metacritic, que utilitza una mitjana ponderada, va assignar a la pel·lícula una puntuació de 81 sobre 100, basant-se en 15 "crítiques universals" indicades.

## Reconeixements
| Premi                                      | Data                   | Categoria                               | Receptor(s)                                       | Resultat  | Ref.   |
| ------------------------------------------ | ---------------------- | --------------------------------------- | ------------------------------------------------- | --------- | ------ |
| Festival de Cinema de Karlovy Vary         | 2023                   | Concurs de Globus de Cristall           | Les Chambres rouges                               | Nominat   | [ 7 ]  |
| FanTasia                                   | 2023                   | Millor pel·lícula                       | Pascal Plante                                     | Guanyador | [ 8 ]  |
| FanTasia                                   | 2023                   | Millor guió                             | Pascal Plante                                     | Guanyador | [ 8 ]  |
| FanTasia                                   | 2023                   | Millor actuació                         | Juliette Gariépy                                  | Guanyador | [ 8 ]  |
| FanTasia                                   | 2023                   | Millor banda sonora                     | Dominique Plante                                  | Guanyador | [ 8 ]  |
| Prix Iris                                  | 10 de desembre de 2023 | Millor pel·lícula                       | Dominique Dussault                                | Nominat   | [ 9 ]  |
| Prix Iris                                  | 10 de desembre de 2023 | Millor director                         | Pascal Plante                                     | Nominat   | [ 9 ]  |
| Prix Iris                                  | 10 de desembre de 2023 | Millor actriu de repartiment            | Laurie Babin                                      | Guanyador | [ 9 ]  |
| Prix Iris                                  | 10 de desembre de 2023 | Revelació de l'Any                      | Juliette Gariépy                                  | Guanyador | [ 9 ]  |
| Prix Iris                                  | 10 de desembre de 2023 | Millor guió                             | Pascal Plante                                     | Nominat   | [ 9 ]  |
| Prix Iris                                  | 10 de desembre de 2023 | Millor direcció d'art                   | Laura Nhem                                        | Nominat   | [ 9 ]  |
| Prix Iris                                  | 10 de desembre de 2023 | Millor fotografia                       | Vincent Biron                                     | Nominat   | [ 9 ]  |
| Prix Iris                                  | 10 de desembre de 2023 | Millor muntatge                         | Jonah Malak                                       | Nominat   | [ 9 ]  |
| Prix Iris                                  | 10 de desembre de 2023 | Millor música original                  | Dominique Plante                                  | Nominat   | [ 9 ]  |
| Prix Iris                                  | 10 de desembre de 2023 | Millor so                               | Olivier Calvert, Stéphane Bergeron, Martyne Morin | Nominat   | [ 9 ]  |
| Prix Iris                                  | 10 de desembre de 2023 | Millor pentinat                         | Nermin Grbic                                      | Nominat   | [ 9 ]  |
| Prix Iris                                  | 10 de desembre de 2023 | Millor maquillatge                      | Marie Salvador                                    | Nominat   | [ 9 ]  |
| Prix Iris                                  | 10 de desembre de 2023 | Millor càsting                          | Marilou Richer                                    | Nominat   | [ 9 ]  |
| Prix collégial du cinéma québécois         | 2024                   | Millor pel·lícula                       | Pascal Plante                                     | Guanyador | [ 10 ] |
| Rendez-vous du cinéma québécois            | 2024                   | Premi Luc-Perreault                     | Pascal Plante                                     | Guanyador | [ 11 ] |
| Associació de Crítics de Cinema de Chicago | 11 de desembre de 2024 | Millor pel·lícula en llengua estrangera | Les Chambres rouges                               | Nominat   | [ 12 ] |